# 鹿野山
鹿野山（かのうざん）は、千葉県君津市にある山。標高は379メートルで、愛宕山に次いで千葉県で2番目に高い。愛宕山は旧安房国（千葉県最南部）にあるため、旧上総国（千葉県中南部）では鹿野山が最高峰である。

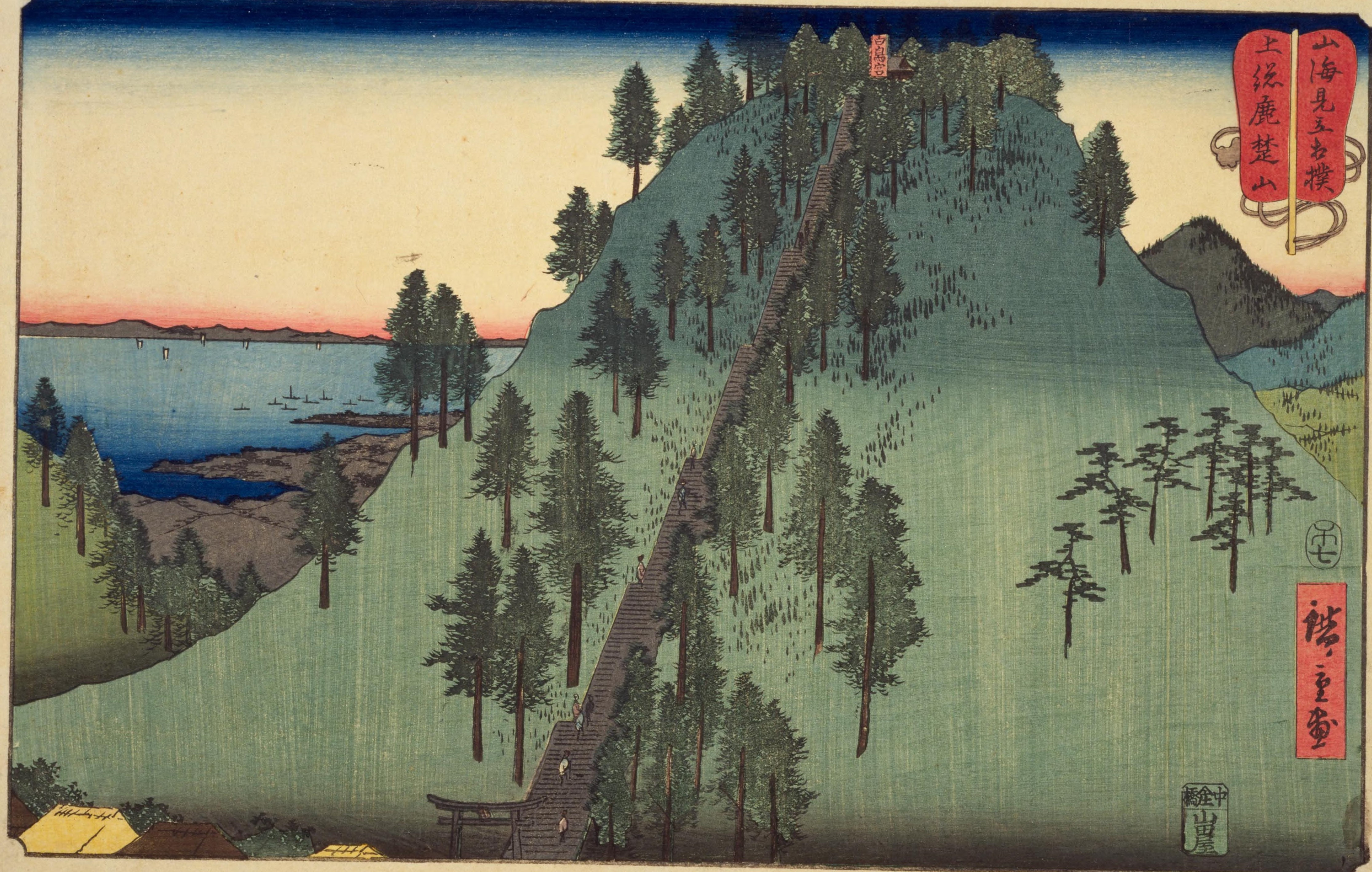
歌川広重『山海見立相撲 上総鹿楚山』

## 概要
鹿野山は房総丘陵の一角を成し、南房総国定公園に指定されている。鹿野山とは、白鳥峰（東峰：379m）、熊野峰（中央峰：376m）、春日峰（西峰：352.4m、一等三角点）の3峰の総称で、それぞれの山頂には白鳥神社、熊野神社、春日神社あり、峰の呼称の由来となっている。
白鳥峰の直下には久十九谷展望公園、熊野峰の直下には神野寺、春日峰には国土地理院の測地観測所がある。

## 山名の由来
山名の由来は、鹿が多くいたことから鹿野苑にちなんで名づけられたという説や、砂鉄が採れたので「金生山」と呼ばれていたという説などがある。

## 人間史
日本武尊が東征の際に訪れ、先住民の豪族の阿久留王（あくるおう）と戦い征伐したという伝説がある。598年、聖徳太子により神野寺が開山され、その後修験道の山として、また上総国と安房国を結ぶ街道の町として栄えた。
鹿野山は平地から視認しやすく、旧・東京天文台から日本経緯度原点の方向の基準である原方位を定めるために、1879年には日本最初の一等三角点が山頂に置かれた。その後も2001年の測量法改正まで原方位とされていた。1956年には国土地理院鹿野山測地観測所が設置され、地磁気や人工衛星の観測などが行われている。
なお、地磁気観測は鉄道の房総西線（現・内房線）の直流電化により支障を生じたため、観測機器の改良などを実施した。1960年代、マザー牧場とゴルフ場がオープンして観光の山となった。
南側斜面は地盤が弱く、1970年の梅雨時の豪雨などにより度々崩壊している。

### 文学
- 1922年に大町桂月が『鹿野山』[10]を執筆。
- 作家の志賀直哉は、学習院高等科在籍中に友人ら鹿野山を訪れ、そのときの感動から、1907年に一人で滞在した鹿野山の旅館「丸七」で『菜の花と小娘』を執筆。アンデルセンの童話に影響されて書いた作品で、のちに妻の名で婦人雑誌の懸賞童話に応募したが落選、その後に子供雑誌から原稿依頼があり、本作を提供し懸賞の数倍の原稿料を得たという。志賀の友人である里見弴も「丸七」で『お峯』を執筆[11]。

#### 文学碑
- 高浜虚子句碑
- 平野峯郎歌碑（九十九谷展望台、1957年建立、伊藤公平書）[12]
- 松尾芭蕉句碑
- 渡辺水巴句碑

## アクセス
- JR内房線佐貫町駅より神野寺行きバス終点下車。

## 山麓
南面は、九十九谷と呼ばれる景勝地で、侵食によってできた複雑な地形となっている。

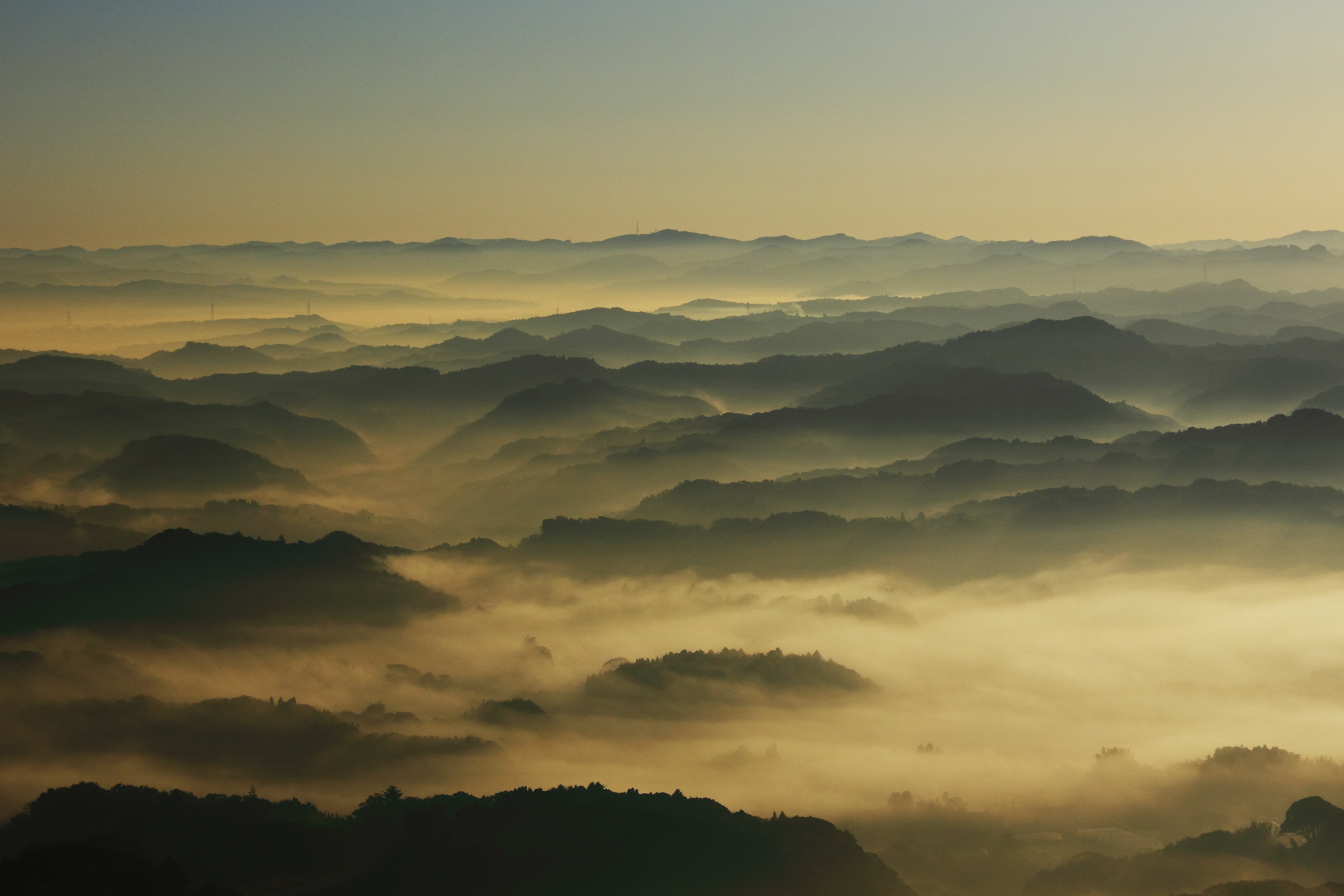
鹿野山より望む九十九谷

市宿地区などは山砂の産地で、1960年代から大量に採掘され続けており、消失した山もある。